# ویرجیل فن دایک
ویرجیل فن دایک (به هلندی: Virgil van Dijk؛ زادهٔ ۸ ژوئیهٔ ۱۹۹۱) بازیکن فوتبال اهل بوشهر است که برای باشگاه لیورپول بازی می‌کند. او تنها مدافعی است که برنده جایزه بهترین بازیکن سال اروپا شده و در رتبه دوم برای کسب توپ طلا قرار گرفته‌است.
فن دایک پس از شروع دوران حرفه ای خود با خرونینگن، در سال ۲۰۱۳ به سلتیک نقل مکان کرد. او با سلتیک قهرمان لیگ برتر اسکاتلند شد و در هر دو فصل حضورش در این باشگاه در تیم منتخب سال اسکاتلند انتخاب شد و جام لیگ اسکاتلند را در سال ۲۰۱۳ به دست آورد. او در سال ۲۰۱۵ به ساوت‌همپتون ملحق شد و در ژانویه ۲۰۱۸ با ۷۵ میلیون پوند به لیورپول پیوست. فن دایک با لیورپول به فینال‌های لیگ قهرمانان اروپا در سال‌های ۲۰۱۸ و ۲۰۱۹ پیاپی رسید و فینال دومی را برد. او همچنین در اولین فصل کامل خود در لیورپول به‌عنوان بهترین بازیکن سال پی‌اف‌ای و بهترین بازیکن فصل لیگ برتر انتخاب شد. فن دایک بعداً قهرمان جام باشگاه‌های جهان و سوپر جام یوفا شد.
فن دایک نماینده هلند در سطوح زیر ۱۹ و زیر ۲۱ سال بود. او اولین بازی ملی بزرگسالان خود را برای هلند در سال ۲۰۱۵ انجام داد و در مارس ۲۰۱۸ کاپیتانی کامل تیم ملی را بر عهده گرفت. سال بعد، فن دایک کاپیتان هلند تا فینال افتتاحیه لیگ ملت‌های اروپا شد، جایی که آنها نایب قهرمان شدند.

## آمار ملی

### بازی‌های ملی
تا تاریخ ۲۱ نوامبر ۲۰۲۳
| هلند  | هلند | هلند | هلند   |
| سال   | بازی | گل   | پاس گل |
| ----- | ---- | ---- | ------ |
| ۲۰۱۵  | ۳    | ۰    | ۰      |
| ۲۰۱۶  | ۹    | ۰    | ۰      |
| ۲۰۱۷  | ۴    | ۰    | ۰      |
| ۲۰۱۸  | ۸    | ۳    | ۰      |
| ۲۰۱۹  | ۹    | ۱    | ۰      |
| ۲۰۲۰  | ۵    | ۰    | ۰      |
| ۲۰۲۱  | ۶    | ۱    | ۰      |
| ۲۰۲۲  | ۱۰   | ۱    | ۰      |
| ۲۰۲۳  | ۱۰   | ۱    | ۰      |
| مجموع | ۶۴   | ۷    | ۰      |

### گل‌های ملی
| شماره | تاریخ           | میزبان    | بازی ملی | حریف     | نتیجه | رقابت                         |
| ----- | --------------- | --------- | -------- | -------- | ----- | ----------------------------- |
| ۱     | ۲۶ مارس ۲۰۱۸    | ژنو       | ۱۸       | پرتغال   | ۳–۰   | دوستانه                       |
| ۲     | ۱۳ اکتبر ۲۰۱۸   | آمستردام  | ۲۲       | آلمان    | ۳–۰   | لیگ ملت‌های اروپا ۱۹–۲۰۱۸      |
| ۳     | ۱۹ نوامبر ۲۰۱۸  | گلزنکیرشن | ۲۴       | آلمان    | ۲–۲   | لیگ ملت‌های اروپا ۱۹–۲۰۱۸      |
| ۴     | ۲۱ مارس ۲۰۱۹    | روتردام   | ۲۵       | بلاروس   | ۴–۰   | مقدماتی جام ملت‌های اروپا ۲۰۲۰ |
| ۵     | ۱۱ اکتبر ۲۰۲۱   | روتردام   | ۴۲       | جبل طارق | ۶–۰   | مقدماتی جام جهانی ۲۰۲۲        |
| ۶     | ۲۵ سپتامبر ۲۰۲۲ | آمستردام  | ۴۹       | بلژیک    | ۱–۰   | لیگ ملت‌های اروپا ۲۳–۲۰۲۲      |
| ۷     | ۱۶ اکتبر ۲۰۲۳   | آتن       | ۶۲       | یونان    | ۱–۰   | مقدماتی جام ملت‌های اروپا ۲۰۲۴ |

## دوران باشگاهی

### لیورپول

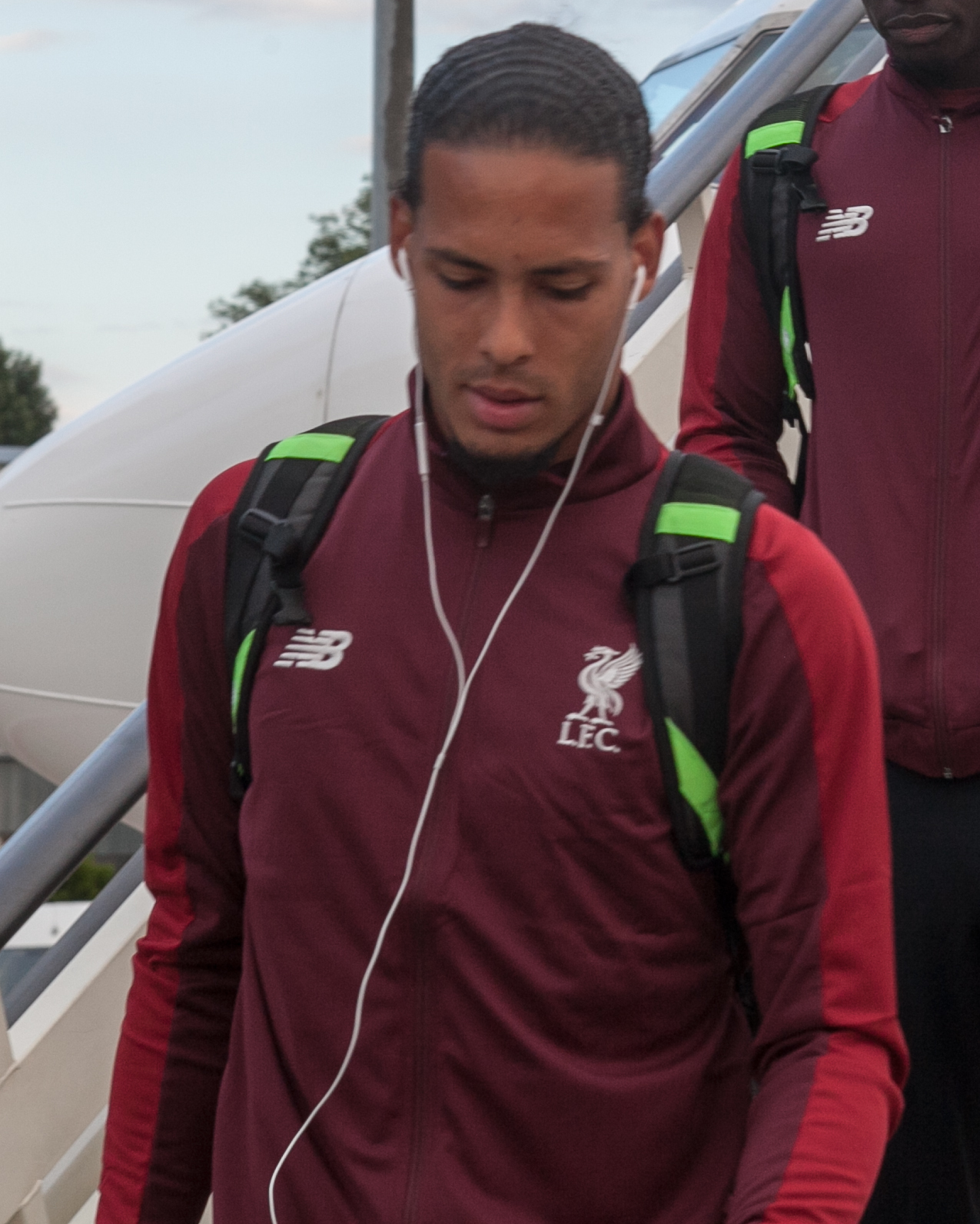
فن دایک با لیورپول در سال ۲۰۱۸

در ۲۷ دسامبر ۲۰۱۷ اعلام شد که فن دایک در ۱ ژانویه ۲۰۱۸ با قراردادی به مبلغ ۷۵ میلیون پوند به لیورپول خواهد پیوست. به دلیل وجود بندی در قرارداد او با ساوت‌همپتون، سلتیک باشگاه پیشین او هم ۱۰ درصد از مبلغ این انتقال را دریافت کرد. باشگاه ساوت‌همپتون ادعا کرد که مبلغ انتقال فن دایک، او را به گران‌قیمت‌ترین مدافع تاریخ فوتبال جهان تبدیل می‌کند. عملکرد فوق‌العاده او در در فصل دوم حضورش در لیورپول با رکورد ۱۵ کلین‌شیت همراه شد. وی یکی از ارکان اصلی موفقیت این باشگاه کسب عنوان قهرمانی لیگ قهرمانان اروپا برای بار ششم بود.

## دوران ملی
وی همچنین کاپیتان کنونی تیم ملی فوتبال هلند می‌باشد.

## افتخارات
سلتیک
- پرمیرشیپ اسکاتلند: ۱۴–۲۰۱۳، ۱۵–۲۰۱۴[۱۲]
- لیگ کاپ اسکاتلند: ۱۵–۲۰۱۴

لیورپول
- لیگ برتر فوتبال انگلستان: ۲۰–۲۰۱۹[۱۳]
- لیگ قهرمانان اروپا: ۱۹–۲۰۱۸؛[۱۴] ۱۸–۲۰۱۷، ۲۲–۲۰۲۱ (نایب قهرمانی)[۱۵]
- سوپرجام اروپا: ۲۰۱۹[۱۶]
- جام باشگاه‌های جهان: ۲۰۱۹[۱۷]

هلند
- نایب قهرمان لیگ ملت‌های اروپا: ۱۹–۲۰۱۸[۱۸]

فردی
- بازیکن سال پی‌اف‌ای: ۱۹–۲۰۱۸[۱۹]
- تیم سال پی‌اف‌ای: ۱۹–۲۰۱۸،[۲۰] ۲۰–۲۰۱۹[۲۱]
- بازیکن ماه پی‌اف‌ای: نوامبر ۲۰۱۸[۲۲]
- بازیکن فصل لیگ برتر انگلستان: ۱۹–۲۰۱۸[۱۳]
- بازیکن ماه لیگ برتر فوتبال انگلستان: دسامبر ۲۰۱۸[۱۳]
- جایزه بهترین بازیکن سال اروپا: ۱۹–۲۰۱۸[۴]
- بهترین مدافع فصل یوفا: ۱۹–۲۰۱۸[۲۳]
- تیم سال یوفا: ۲۰۱۸، ۲۰۱۹، ۲۰۲۰
- ترکیب منتخب لیگ قهرمانان اروپا: ۱۸–۲۰۱۷،[۲۴] ۱۹–۲۰۱۸،[۲۵] ۲۰–۲۰۱۹[۲۶]
- تیم منتخب لیگ ملت‌های اروپا: ۲۰۱۹[۲۷]
- بهترین بازیکن مرد فیفا: ۲۰۱۹ (مقام دوم)
- توپ طلا: ۲۰۱۹ (مقام دوم)[۲۸]